# Georgette Vacher
Pour les articles homonymes, voir Vacher (homonymie).
Georgette Vacher, née Fabre le 3 septembre 1929 à Hà Giang et morte par suicide le 20 octobre 1981 à Bron, est une religieuse, militante politique et syndicaliste féministe française.

## Biographie
Dans les années 1950, Georgette Fabre est enseignante à Oullins. Elle perd son mari et ses deux jumeaux dans un accident de la route.
En 1953, elle devient sœur du Prado et le reste jusqu'en 1962.
En 1963, elle quitte l'ordre du Prado et devient ouvrière spécialisée chez Calor. Elle devient également syndicaliste CGT et, à partir de 1975, elle est membre du bureau de l’UD-CGT du Rhône. À partir de 1977, elle est responsable du secteur féminin de l’UD-CGT.
En 1973, elle épouse Marcel Vacher (? - 1977), l'ancien curé de la paroisse Saint-Alban. Elle s'investit grandement dans le magazine féminin(iste) de la CGT Antoinette.
En 1980-1981, alors qu'elle est sous le coup d'une procédure de licenciement de la part de Calor, elle est remise en cause par l'UD-CGT. Ses liens avec l'extrême gauche, avec la CFDT ainsi que sa conduite du secteur féminin constituent autant de sujets de critiques.
La veille du XXIe congrès de l’UD-CGT du Rhône, Georgette Vacher se suicide. Elle écrit : « Ceci est la fin d’une grande histoire d’amour avec la classe ouvrière… Je suis le dos au mur. » Elle laisse plusieurs lettres d'adieu :
- à destination de la cellule PCF de Calor ;
- à destination du secteur féminin de l'UD-CGT ;
- à destination de la commission exécutive de l’UD du Rhône ;
- à destination du Bureau confédéral de la CGT.

Cette dernière lettre est particulièrement critique envers les pratiques internes de la CGT.
Son suicide semble-t-il lié à son militantisme a suscité une vive émotion au sein de la CGT et, plus globalement, a entraîné un débat d'idées sur la place des femmes dans le syndicalisme français,.

## Œuvres
- Avec Marcel Vacher, Il faut aimer, La pensée universelle, 1980 (recueil de poésie)
- Chacun compte pour un, M.B. Composition/Edition-Lyon, 1989

## Au cinéma
- Le film Je t'ai dans la peau (1989) de Jean-Pierre Thorn s'inspire librement de la vie de Georgette Vacher pour son personnage de Jeanne[4].